# 오디오 유닛
오디오유닛(Audio Unit, AU)은 OS X의 코어 오디오에서 구현되는, 애플 컴퓨터에서 개발한 오디오 플러그인 기술 및 규격이다.
AU는 OS로 하여금 실시간에 가까운 낮은 레이턴시로 오디오 스트림을 생성하거나 주고 받으며, 가공할 수 있도록 한다. 따라서 AU를 이용해 과거에 믹싱 콘솔에 연결해 사용했던 이퀄라이저, 컴프레서, 리미터, 리버브, 딜레이 등의 각종 아웃 보드 이펙터 들 뿐만 아니라, 미디(MIDI)규격으로 주고 받던 샘플러, 신시사이저 등의 외장 악기들도 가상으로 소프트웨어 상의 구현이 가능하다.
이와 비슷하게 윈도우 기반에서는 누엔도(Nuendo), 큐베이스(Cubase) 등으로 잘 알려진 독일의 스타인버그(Steinberg)가 개발한 VST(Virtual Studio Technology) 규격이 가장 널리 사용되고 있다.

## 같이 보기
- DirectX Instruments (DXi, 마이크로소프트가 개발한 유사 규격)
- VST (Virtual Studio Technology, 스타인버그가 개발한 유사 규격)